# Trichopopillia sexmaculata
Trichopopillia sexmaculata är en skalbaggsart som beskrevs av Eugène Benderitter 1923. 
Trichopopillia sexmaculata ingår i släktet Trichopopillia och familjen Rutelidae. Inga underarter finns listade i Catalogue of Life.